# دانيال فرايد
دانيال فرايد (بالإنجليزية: Daniel Fried)‏ هو دبلوماسي أمريكي، ولد في 1952 في واشنطن العاصمة في الولايات المتحدة.

## وصلات خارجية
- دانيال فرايد على موقع إن إن دي بي (الإنجليزية)